# Sá (Ponte de Lima)
Sá ist eine Gemeinde (Freguesia) im nordportugiesischen Kreis Ponte de Lima der Unterregion Minho-Lima. In ihr leben 343 Einwohner (Stand 19. April 2021).